# Stiftung Landschaftsschutz Schweiz
Die Stiftung Landschaftsschutz Schweiz (SL) ist als gemeinnützige Stiftung im Bereich des Natur- und Landschaftsschutzes sowie der Landschaftspflege in der Schweiz tätig.

## Geschichte
Die Stiftung wurde 1970 von der Pro Natura, dem Schweizer Heimatschutz, der Schweizerischen Vereinigung für Landesplanung (seit 2018 Espace Suisse), dem Schweizer Alpen-Club und dem Schweizer Tourismus-Verband gegründet. 1999 erfolgte die Umbenennung in Stiftung Landschaftsschutz Schweiz.

## Zweck und Ziele
Die Stiftung strebt die Erhaltung, Pflege und Aufwertung des Landschaftsbildes an. Die SL verfolgt ihre Stiftungsziele insbesondere mit Beratungen, Gutachten, Schulungen, Publikationen und Projektarbeiten. Die Stiftung arbeitet eng mit Behörden und Organisationen zusammen, die sich mit Raumplanung, dem Naturschutz, dem Ortsbild- und Denkmalschutz, dem Tourismus, der Regionalpolitik befassen.
Insbesondere verfolgt sie folgende Ziele:
- Schutz und Pflege von naturnahen Landschaften, die von besonderen Naturwerten und traditioneller Bewirtschaftung geprägt sind
- Ökologische Aufwertung ausgeräumter Landschaften
- Erhaltung der Erholungsqualität der Landschaften
- Bestmögliche Landschaftsschonung bei der Planung und Erstellung von Bauten und Anlagen
- Vermeidung unbedachter Eingriffe in Landschaften

## Organisation
Oberstes Führungsorgan ist der Stiftungsrat, der sich aus 16 Mitgliedern zusammensetzt. Unter diesen befinden sich Vertreter der Gründungsorganisationen sowie von National- und Ständerat. Der Stiftungsrat wird seit 2011 von Nationalrat Kurt Fluri präsidiert.
Die Geschäftsstelle mit ihrem Sitz in Bern ist unter der Leitung von Franziska Grossenbacher und Rahel Marti für die operative Umsetzung verantwortlich und führt die Projektarbeit aus. Darüber hinaus verfügt die SL über einen Gönnerverein mit Mitgliederversammlung und Vorstand. Dem Gönnerverein gehören rund 800 Einzel-, Kollektiv-, Kantons- und Gemeindemitglieder an.

### Leitung

#### Präsidenten und Präsidentinnen
- 1970–1979 Ruedi Schatz
- 1980–1982 Herbert Wolfer
- 1982–1992 Willy Loretan
- 1992–2004 Lili Nabholz
- 2004–2011 Erika Forster-Vannini
- 2011–0000 Kurt Fluri

#### Geschäftsleiter und Geschäftsleiterinnen
- 1970–1992 Hans Weiss
- 1992–2024 Raimund Rodewald
- 2024–0000 Franziska Grossenbacher
- 2024–0000 Rahel Marti

Quelle: Archiv für Agrargeschichte

## Engagement
Die Stiftung fordert die Reduktion des hohen Bodenverbrauchs und den besseren Vollzug der Umwelt- und Planungsgesetze. Im Rahmen des politischen Engagements werden unter anderem politische Vorstösse, Initiativen (z. B. die Landschaftsinitiative von 2008 oder die Zwillingsinitiativen Biodiversität und Landschaft von 2019), Positionspapiere und Stellungnahmen eingereicht. Es besteht auch die Möglichkeit, Gebrauch vom Beschwerderecht zu machen.
Die Stiftung möchte landschaftlich relevante Themen frühzeitig aufgreifen. Ein  Bestandteil der Aktivitäten ist die Projektarbeit vor Ort. Dabei versucht die SL nach Möglichkeit Unterstützung durch Kooperationen mit lokalen Vereinen und Organisationen zu erhalten.

## Aktionen
Die Projektarbeit wird in thematische Aktionen eingeteilt, um besondere Kulturlandschaften gezielt zu erhalten und zu pflegen. Die einzelnen Aktionen beinhalten mehrjährige Programme in den Bereichen Konzeption, Umsetzung und Öffentlichkeitsarbeit.
Zu den aktuellen Aktionen gehören:
- Wasserkanäle
- Terrassenlandschaften
- Gesundheitsfördernde Landschaften
- Renaissance der Alleenlandschaften
- Historische Weidelandschaften mit alten Wegen, Zäunen und Mauern
- Kastanienselven

Seit 2010 wird von der SL-FP die «Landschaft des Jahres» ausgezeichnet.